# Nederland op de Olympische Winterspelen 2010

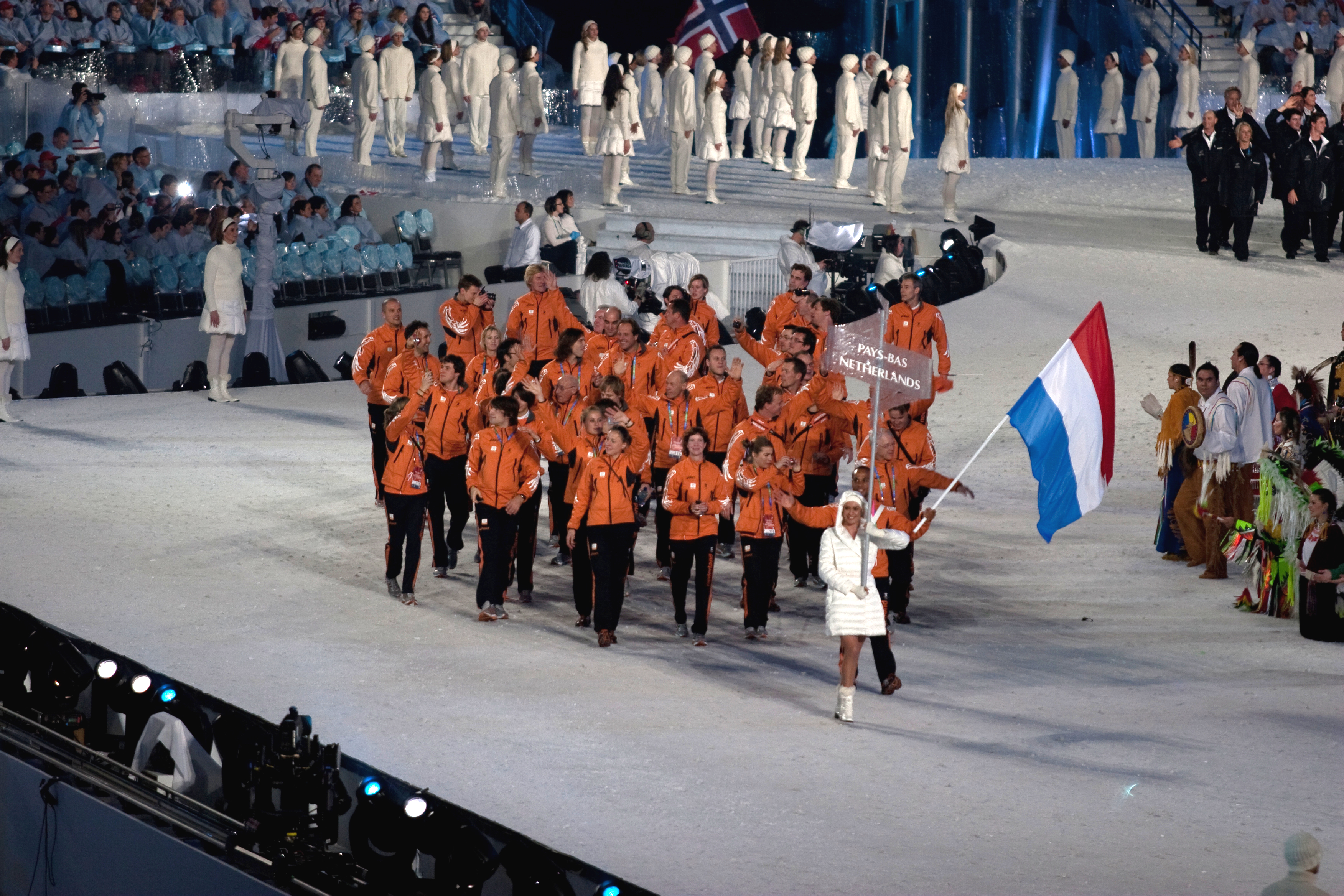
Nederlandse ploeg tijdens de openingsceremonie.

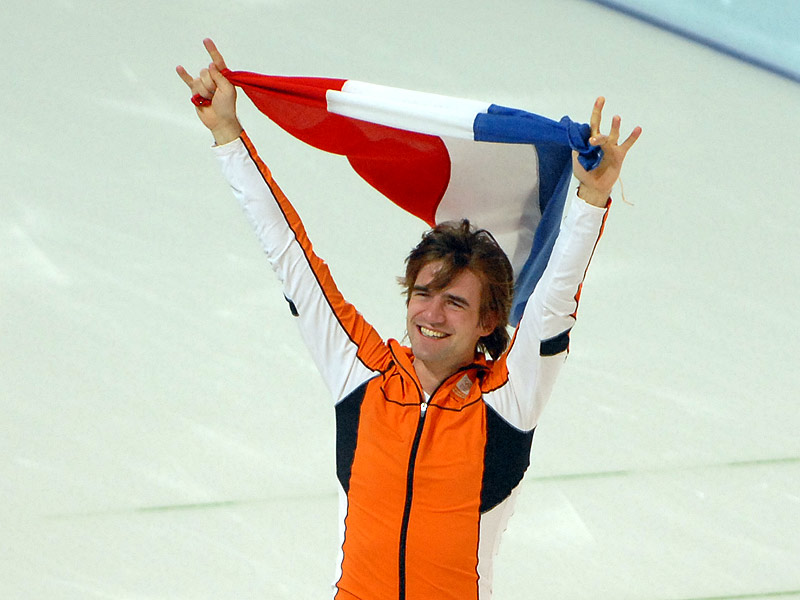
Tuitert viert zijn olympische titel

Tijdens de Olympische Winterspelen van 2010 die in Vancouver (Canada) werden gehouden, nam Nederland voor de negentiende keer deel aan de Winterspelen.
De Chef de mission tijdens deze Spelen was Henk Gemser.

## Medailleoverzicht
| Sport       | Olympiër            | Discipline               | Medaille |
| ----------- | ------------------- | ------------------------ | -------- |
| Schaatsen   | Mark Tuitert        | 1500 m (m)               | Goud     |
| Schaatsen   | Sven Kramer         | 5000 m (m)               | Goud     |
| Schaatsen   | Ireen Wüst          | 1500 m (v)               | Goud     |
| Snowboarden | Nicolien Sauerbreij | parallelreuzenslalom (v) | Goud     |
| Schaatsen   | Annette Gerritsen   | 1000 m (v)               | Zilver   |
| Schaatsen   | Laurine van Riessen | 1000 m (v)               | Brons    |
| Schaatsen   | Bob de Jong         | 10.000 m (m)             | Brons    |
| Schaatsen   | Olympisch team      | ploegenachtervolging (m) | Brons    |

## Deelnemers en resultaten
(m) = mannen, (v) = vrouwen 

### Bobsleeën
| Olympiër                       | Discipline                  | Resultaat | Prestatie                                       |
| ------------------------------ | --------------------------- | --------- | ----------------------------------------------- |
| Edwin van Calker Sybren Jansma | tweemansbob (m) Nederland I | 14e       | 3.30,45 (+3,80) (52,37 / 52,83 / 52,63 / 52,62) |
|                                |                             |           |                                                 |
| Esmé Kamphuis Tine Veenstra    | tweemansbob (v) Nederland I | 8e        | 3:35,14 (+2,86) (53,81 / 53,59 / 54,09 / 53,65) |

- de viermansbob van Edwin van Calker met als remmers Sybren Jansma, Arnold van Calker en Timothy Beck kwam niet in actie.

### Schaatsen
| Olympiër                                                      | Discipline               | Resultaat | Prestatie |
| ------------------------------------------------------------- | ------------------------ | --------- | --- |
| Ronald Mulder                                                 | 500 m (m)                | 11e       | 70,30 (+0,48) (35,155 + 35,146) |
| Jan Smeekens                                                  | 500 m (m)                | 6e        | 70,21 (+0,39) (35,160 + 35,051) |
| Jan Bos                                                       | 500 m (m)                | 29e       | 72,26 (+2,44) (36,149 + 36,111) |
| Jan Bos                                                       | 1000 m (m)               | 12e       | 1.10,29 (+1,35) |
| Simon Kuipers                                                 | 500 m (m)                | 20e       | 71,33 (+1,51) (35,662 + 35,669) |
| Simon Kuipers                                                 | 1000 m (m)               | 6e        | 1.09,65 (+0,71) |
| Simon Kuipers                                                 | 1500 m (m)               | 7e        | 1.46,76 (+1,19) |
| Stefan Groothuis                                              | 1000 m (m)               | 4e        | 1.09,45 (+0,51) |
| Stefan Groothuis                                              | 1500 m (m)               | 16e       | 1.48,03 (+2,46) |
| Mark Tuitert                                                  | 1000 m (m)               | 5e        | 1.09,49 (+0,55) |
| Mark Tuitert                                                  | 1500 m (m)               | Goud      | 1.45,57 |
| Sven Kramer                                                   | 1500 m (m)               | 13e       | 1.47,40 (+1,83) |
| Sven Kramer                                                   | 5000 m (m)               | Goud      | 6.14,60 |
| Sven Kramer                                                   | 10.000 m (m)             | dq        | diskwalificatie |
| Jan Blokhuijsen                                               | 5000 m (m)               | 9e        | 6.26,30 (+11,70) |
| Bob de Jong                                                   | 5000 m (m)               | 5e        | 6.19,02 (+4,42) |
| Bob de Jong                                                   | 10.000 m (m)             | Brons     | 13.06,73 (+8,18) |
| Arjen van der Kieft                                           | 10.000 m (m)             | 9e        | 13.33,37 (+34,82) |
| Jan Blokhuijsen Sven Kramer Simon Kuipers Mark Tuitert        | ploegenachtervolging (m) | Brons     | KF: tijd 3.44,25, gewonnen van Zweden HF: tijd 3.43,10, verloren van Verenigde Staten Om brons: tijd 3.39,95 OR, gewonnen van Noorwegen |
|                                                               |                          |           | |
| Thijsje Oenema                                                | 500 m (v)                | 15e       | 77,76 (+1,67) (38,892 + 38,869) |
| Margot Boer                                                   | 500 m (v)                | 4e        | 76,87 (+0,78) (38,511 + 38,365) |
| Margot Boer                                                   | 1000 m (v)               | 6e        | 1.16,94 (+0,38) |
| Margot Boer                                                   | 1500 m (v)               | 4e        | 1.58,10 (+1,21) |
| Annette Gerritsen                                             | 500 m (v)                | 35e       | 136,66 (+60,57) (97,952 + 38,709) |
| Annette Gerritsen                                             | 1000 m (v)               | Zilver    | 1.16,58 (+0,02) |
| Annette Gerritsen                                             | 1500 m (v)               | 7e        | 1.58,46 (+1,57) |
| Laurine van Riessen                                           | 500 m (v)                | 19e       | 78,14 (+2,05) (39,302 + 38,845) |
| Laurine van Riessen                                           | 1000 m (v)               | Brons     | 1.16,72 (+0,16) |
| Laurine van Riessen                                           | 1500 m (v)               | 17e       | 1.59,79 (+2,90) |
| Ireen Wüst                                                    | 1000 m (v)               | 8e        | 1.17,28 (+0,72) |
| Ireen Wüst                                                    | 1500 m (v)               | Goud      | 1.56,89 |
| Ireen Wüst                                                    | 3000 m (v)               | 7e        | 4.08,09 (+5,56) |
| Renate Groenewold                                             | 3000 m (v)               | 10e       | 4.11,25 (+8,72) |
| Diane Valkenburg                                              | 3000 m (v)               | 11e       | 4.11,71 (+9,18) |
| Jorien Voorhuis                                               | 5000 m (v)               | 10e       | 7.13,27 (+22,35) |
| Elma de Vries                                                 | 5000 m (v)               | 11e       | 7.16,68 (+25,76) |
| Renate Groenewold Diane Valkenburg Jorien Voorhuis Ireen Wüst | ploegenachtervolging (v) | 6e        | KF: tijd 3.03,37, verloren van Duitsland om plaats 5: tijd 3.02,04, verloren van Canada                                                 |

### Shorttrack
| Olympiër                                                                        | Discipline           | Resultaat | Prestatie                                   |
| ------------------------------------------------------------------------------- | -------------------- | --------- | ------------------------------------------- |
| Niels Kerstholt                                                                 | 500 m (m)            | 16e       | kf1 (4e): 42,128, vr1 (2e): 42,180          |
| Niels Kerstholt                                                                 | 1500 m (m)           | 20e       | hf3 (7e): 2.16,352, vr6 (2e): 2.46,222      |
| Sjinkie Knegt                                                                   | 500 m (m)            | 28e       | vr2 (4e): 44,448                            |
| Sjinkie Knegt                                                                   | 1000 m (m)           | 11e       | kf2 (3e): 1.26,176, vr1 (2e): 1.25,449      |
| Sjinkie Knegt                                                                   | 1500 m (m)           | 14e       | hf1 (5e): 2.13,870, vr4 (2e): 2.14,862      |
|                                                                                 |                      |           |                                             |
| Annita van Doorn                                                                | 500 m (v)            | 20e       | vr5 (3e): 44,751                            |
| Annita van Doorn                                                                | 1000 m (v)           | 11e       | kf1 (3e): 1.32,067, vr7 (2e): 1.31,516      |
| Liesbeth Mau Asam                                                               | 500 m (v)            | 26e       | vr6 (4e): 45,135                            |
| Liesbeth Mau Asam                                                               | 1000 m (v)           | dsq       | vr3: gediskwalificeerd                      |
| Jorien ter Mors                                                                 | 500 m (v)            | 23e       | vr4 (3e): 45,120                            |
| Jorien ter Mors                                                                 | 1000 m (v)           | dsq       | vr1: gediskwalificeerd                      |
| Annita van Doorn Sanne van Kerkhof Liesbeth Mau Asam Jorien ter Mors Maaike Vos | 3000 m aflossing (v) | 4e        | B-finale (1e): 4.16,120, hf1 (3e): 4.16,520 |

### Snowboarden
| Olympiër            | Discipline               | Resultaat | Prestatie |
| ------------------- | ------------------------ | --------- | --- |
| Dolf van der Wal    | halfpipe (m)             | 37e       | kwalificatie: 18e; 14,5 ptn (14,5 en 11,8) - uitgeschakeld |
|                     |                          |           | |
| Nicolien Sauerbreij | parallelreuzenslalom (v) | Goud      | kwalificatie: 2e (1.23,18) achtste finale: gewonnen van Isabella Laböck ( GER) kwartfinale: gewonnen van Claudia Riegler ( AUT) halve finale: gewonnen van Selina Jörg ( GER) finale: gewonnen van Jekaterina Iljoechina ( RUS) |

Albanië · Algerije · Andorra · Argentinië · Armenië · Australië · Azerbeidzjan · België · Bermuda · Bosnië en Herzegovina · Brazilië · Bulgarije · Canada · Chili · China · Chinees Taipei · Colombia · Cyprus · Denemarken · Duitsland · Estland · Ethiopië · Finland · Frankrijk · Georgië · Ghana · Griekenland · Groot-Brittannië · Hongarije · Hongkong · Ierland · IJsland · India · Iran · Israël · Italië · Jamaica · Japan · Kaaimaneilanden · Kazachstan · Kirgizië · Kroatië · Letland · Libanon · Liechtenstein · Litouwen · Macedonië · Marokko · Mexico · Moldavië · Monaco · Mongolië · Montenegro · Nederland · Nepal · Nieuw-Zeeland · Noord-Korea · Noorwegen · Oekraïne · Oezbekistan · Oostenrijk · Pakistan · Peru · Polen · Portugal · Roemenië · Rusland · San Marino · Senegal · Servië · Slovenië · Slowakije · Spanje · Tadzjikistan · Tsjechië · Turkije · Verenigde Staten · Wit-Rusland · Zuid-Afrika · Zuid-Korea · Zweden · Zwitserland